# Мушкетёры аллеи Пиг
«Мушкетёры аллеи Пиг» (англ. The Musketeers of Pig Alley, 1912) — немой художественный фильм Дэвида Гриффита.

## Сюжет
Бедный музыкант покидает свою девушку и больную мать, и уходит на поиски заработка. Девушка отправляется по делам и у двери встречает местного бандита Снаппера Кида, который положил глаз на девушку и хочет сделать её своей. Но девушка даёт ему пощёчину и уходит. Вернувшись домой, девушка застаёт мёртвую мать (умершую от старости) и начинает грустить. Музыканту всё-таки улыбнулась удача и он заработал много денег. О чём ,собственно, он и рассказывает своему коллеге, встретившись с ним на Аллее Пиг. Снаппер Кид и его банда, услышав это, идут за музыкантом и нападают на него ради денег. Музыкант решает вернуть деньги и отправляется на поиски Кида. В это время к девушке приходит её подруга и пытаясь развеселить, ведёт её на вечеринку, где, оказывается, проводят время бандиты. Подруга знакомит девушку с одним из бандитов, с которым девушка идёт в бар. Там к ним приходит Кид и пытается увести девушку. Возникает ссора между двумя бандитами, они решают разобраться на улице. На Аллее Пиг и происходит гангстерская разборка. Во время перестрелки, музыкант (случайно там оказавшийся) видит своего обидчика и нападает на него, с целью вернуть кошелёк. После чего убегает. Появляется полиция и Кид вынужден убежать. Он бежит к девушке и видит её с музыкантом. Он, разочарованный и злой, уходит. Тут же к нему подбегает полиция и пытается арестовать, на что Кид говорит, что всё время был в гостях у девушки и просит проверить это. Музыкант и девушка подтверждают это. И Кида отпускают. Музыкант и девушка счастливы.

## В ролях
- Элмер Бут
- Лиллиан Гиш
- Уолтер Миллер
- Альфред Пегит
- Гарри Кэри

## Характеристика
По мнению киноведа Зигфрида Кракауэра к этому фильму восходит кинематографическая традиция показа темы «улица». Под этим термином он подразумевает не только отображение улицы большого города, но и «разные другие места обычного скопления людей, такие, как вокзалы, помещения для собраний, бары, вестибюли гостиниц, аэропорты и т. п.». Как указывает Кракауэр в этой картине Гриффита «большая часть действия происходит в ветхих домах нью-йоркского Ист-Сайда, на улице, кишащей безликими прохожими, в дешёвом погребке и в дворике многоквартирного дома городской бедноты, где постоянно слоняются без дела подростки», а сам сюжет фильма, который построен вокруг кражи и завершается преследованием вора во многом порождён этими местами: 
Там есть все благоприятные условия для преступной деятельности шайки, с которой связан вор; там происходят опасные встречи и собираются разношёрстные компании, играющие важную роль в сюжете фильма. Всё это Гриффит повторил с ещё большим размахом в современной новелле своего фильма „Нетерпимость“.